# Elio Petri
Elio Petri, ursprungligen Eraclio Petri, född 29 januari 1929 i Rom, död 10 november 1982 i Rom, var en italiensk filmregissör och samhällskritiker.

## Biografi
Elio Petri föddes i Rom i en fattig familj som son till en kopparslagare. Som enda son växte han upp i ett arbetarklassområde i staden innan han började skolan, där han särskilt uppmärksammades för sin intelligens.
Efter att av politiska skäl ha avvisats från San Giuseppe di Merode, en skola som drevs av en präst på Piazza di Spagna, inledde han en karriär som kombinerade politisk militans, filmjournalistik och samordning av kulturaktiviteter inom ungdomsorganisationen i italienska kommunistpartiet. Han skrev för L'Unità och Gioventù nuova samt Città aperta. Han lämnade dock partiet 1956 efter ungernrevolten.

### Tidiga filmer
En vän till Gianni Puccini introducerade honom till Giuseppe De Santis och han blev assistent till regissören för Bittert ris. Han medverkade, men utan att krediteras för det, i filmen Rom klockan 11 (1952), en av de minst kända realistiska efterkrigsfilmerna, baserad på en verklig händelse då en trappa kollapsade under tyngden av drygt 200 arbetssökande kvinnor som köade för en anställningsintervju till ett arbete som maskinskriverska. Petri gjorde förstudier till filmen genom att intervjua ett antal av de verkliga huvudpersonerna. Utredningen publicerades i bokform 1956 med samma namn som filmen. Efter detta följde samarbete med De Santis, både som manusförfattare och som regiassistent i Un marito per Anna Zaccheo (1953), Giorni d'amore (1955), Uomini e lupi (1956), La strada lunga un anno (1958) och La Garconniere (1960). Under perioden skrev Petri också manus för Giuliano Puccini, Aglauco Casadio och Carlo Lizzani. Ändå var det hans samarbete med filmregissören från Fondi som var avgörande när det gällde att lära sig såväl arbetssätt för filmregi och marknadsföring som att utveckla en självständig kulturell och politisk ståndpunkt.

### Filmregissören
Hela livet förblev Petri djupt fäst, både politiskt och personligen vid Giuseppe De Santis. Efter två kortfilmer som gav honom möjlighet att bredda sina kunskaper om filmskapande gjorde Petri sin debut som regissör med Misstänkt för mord (L'assassino), baserad på ett manus som han skrev tillsammans med Tonino Guerra 1961. Redan i den filmen var Petris gåva att kunna porträttera alienerade karaktärer och frammana en Kafkaliknande thrillerkänsla uppenbar.
I sin andra film Ändstation (1962), åter tillsammans med Tonino Guerra, sattes mönstret av Petris filmiska värld som politisk genom anspelningar på och dominans av teman som utanförskap och splittrade liv. Efter ett par mindre filmer regisserade Petri Det 10:e offret (1965), en film med futuristiska övertoner också denna tillsammans med Tonino Guerra. År 1967, gjorde han Jagad av maffian (byggd på en roman av Leonardo Sciascia), en av de mest gripande av hans verk, som handlar om individens oförmåga att hantera verkligheten. Filmen innebar också Gian Maria Volontés inträde i Petris uttrycksvärld och var början till samarbetet med manusförfattare Ugo Pirro som skulle pågå fram till 1973.
Av hans följande filmer är de mest uppmärksammade Undersökning av en medborgare höjd över alla misstankar (1970), Arbetarklassen kommer till paradiset (1971) och Egendom är inte längre stöld (1973). Dessa filmer utgör en trilogi ("trilogia della nevrosi") som skildrar olika problem i det italienska samhället under de så kallade blyåren. Den förstnämnda behandlar polismakten och vann en Oscar för bästa utländska film. Den andra, som vann Guldpalmen på festivalen i Cannes 1972, handlar om en fabriksarbetares roll i det moderna samhällets produktionsprocess. Den tredje anspelar på pengars roll i samhället och hur makt förändrar individen.

### De sista åren
Liksom sina egna karaktärer var Petri ett konstant offer för existentiellt tvivel och ångest. De sista åren av hans liv överskuggades av svårigheten att få ett nytt filmprojekt och en begynnande tumörsjukdom. År 1981 reste Petri till Genève för att regissera Arthur Millers nya pjäs The American Clock. Det skulle bli hans enda insats inom scenisk teater. Arbetet med en annan film, Chi Illumina la grande notte, var planerad till september 1982 och Marcello Mastroianni var utsedd att spela huvudrollen. Men Petris sjukdom tog överhanden och han dog 1982.

### Dokumentärer
Petri gjorde även dokumentärfilm, den första var Nudi per vivere (1964), som granskade arbetsvillkor i den italienska sexindustrin. Petri gjorde den tillsammans med Giuliano Montaldo och Giulio Questi under den gemensamma pseudonymen Elio Montesti (Elio + Mont[aldo] + [Qu]esti). Med anledning av den uppenbarade verklighetsanknytningen i sin succéfilm Undersökning av en medborgare höjd över alla misstankar gjorde Petri senare samma år dokumentären Documenti su Giuseppe Pinelli (1970) tillsammans med Nelo Risi. Petri presenterade i sin del tre hypoteser om de oklara omständigheterna kring anarkisten Giuseppe Pinellis död i samband med polisförhör i Milano i december 1969.

## Filmografi i urval
- 1961 – Misstänkt för mord (manus och regi)
- 1962 – Ändstation (manus och regi)
- 1963 – I mostri (manus)
- 1965 – Det 10:e offret (manus och regi)
- 1967 – Jagad av maffian (manus och regi)
- 1968 – A Quiet Place in the Country (manus och regi, Un tranquillo posto di campagna)
- 1970 – Undersökning av en medborgare höjd över alla misstankar (manus och regi)
- 1971 – Arbetarklassen kommer till paradiset (manus och regi)
- 1973 – Egendom är inte längre stöld (manus och regi)